# 長島藩
長島藩（ながしまはん）は、伊勢国桑名郡長島（現在の三重県桑名市長島町）に存在した藩。居城は長島城。

## 藩史
伊勢長島は戦国時代、織田信長の攻撃を受けて天正2年（1574年）、一向一揆衆2万人が大量虐殺されたことで有名である。その後、領主は滝川一益・織田信雄・豊臣秀次とめまぐるしく変わり、慶長3年（1598年）に福島正則の弟・福島高晴が1万石で入部した。慶長5年（1600年）に高晴は大和宇陀松山藩へ移され、翌年に徳川譜代の菅沼家が上野阿保藩より2万石で入ることにより長島藩が立藩した。第2代藩主となった菅沼定芳は城改修・城下町建設・新田開発などを行なって藩政の基礎を固めたが、元和7年（1621年）に近江膳所藩へ移され、長島藩は一時、廃藩となった。
慶安2年（1649年）、久松松平家の松平康尚が下野那須藩より1万石で入ることで再び立藩する。しかし貞享2年（1685年）に康尚の跡を継いだ次男・松平忠充が元禄15年（1702年）に乱心により重臣を殺害したため、改易された。代わって常陸下館藩から増山正弥が2万石で入る。増山家は第4代将軍・徳川家綱の生母・宝樹院の縁者であったことから取り立てられた大名家である。第6代藩主・増山正寧や第7代藩主・増山正修はいずれも若年寄を務めた。
以後、増山家が8代にわたって支配し、明治4年（1871年）の廃藩置県によって長島藩は廃されて長島県となり、その後安濃津県に編入された。
長島はデルタ地帯のために洪水による水害を受けやすく、田畑を等級化することによる災害対策が行なわれていた。

## 歴代藩主

### 菅沼家
2万石。譜代。
1. 定仍（さだより）〈従五位下 志摩守〉
2. 定芳（さだよし）〈従五位下 織部正〉

### 幕府領
元和7年（1621年） - 慶安2年（1649年）

### 松平（久松）家
1万石。譜代。
1. 康尚（やすひさ）〈従五位下 佐渡守〉
2. 忠充（ただみつ）〈従五位下 佐渡守〉

### 増山家
2万石。譜代。
1. 正弥（まさみつ）〈従五位下 兵部少輔〉
2. 正任（まさとう）〈従五位下 河内守〉
3. 正武（まさたけ）〈従五位下 弾正少弼〉
4. 正贇（まさよし）〈従五位下 対馬守〉
5. 正賢（まさかた）〈従五位下 河内守〉
6. 正寧（まさやす）〈従五位下 弾正少弼〉
7. 正修（まさなお）〈従五位下 対馬守〉
8. 正同（まさとも）〈従五位 備中守〉

## 増山家長島藩の家臣
- 十時梅厓（儒官）
- 十時梅谷（儒官 梅厓の養子）

## 幕末の領地

### 伊勢国
- 桑名郡のうち - 57村

又木村 (298石6斗5升1合0勺0才1撮)・源部外面 (242石3斗8升6合9勺9才3撮)・出口村 (366石8斗5升6合9勺9才5撮)・殿名村 (681石4斗3升2合9勺8才3撮)・東殿名 (613石1斗3升3合9勺7才2撮)・押付村 (584石2斗0升0合9勺8才9撮)・小島村 (267石7斗7升3合0勺1才0撮)・中川村 (761石6斗9升0合9勺7才9撮)・西川村 (1278石5斗7升2合9勺9才8撮)・新所村 (308石5斗4升5合9勺9才0撮)・松ノ木村 (131石9斗1升0合0勺0才4撮)・杉江村 (325石2斗6升1合9勺9才3撮)・上坂手村 (481石0斗6升2合9勺8才8撮)・下坂手村 (1094石6斗4升2合9勺4才4撮)・千倉村 (1480石1斗5升9合0勺5才8撮)・平方村 (660石6斗8升9合0勺2才6撮)・西外面村 (991石8斗3升5合9勺9才9撮)・十日外面 (404石7斗1升0合9勺9才9撮)・十日外面付 (34石6斗3升2合9勺9才9撮)・大島村 (83石0斗3升6合0勺0才3撮)・藤九郎外面 (152石7斗2升5合9勺9才8撮)・前山外面(117石2斗4升8合0勺0才1撮)・遠浅付新田(14石4斗3升2合0勺0才0撮)・松ヶ島村(511石0斗4升8合0勺0才4撮)・駒江村 (499石7斗6升9合9勺8才9撮)・加路戸新田 (825石8斗2升3合9勺7才5撮)・大新田(670石5斗4升6合9勺9才7撮)・外平喜新田 (141石7斗2升0合9勺9才3撮)・加路戸堤外新田 (101石9斗3升3合9勺9才8撮)・川中彦作新田 (47石3斗0升7合9勺9才9撮)・近江島新田 (247石2斗9升4合0勺0才6撮)・西対海地新田 (273石8斗6升8合9勺8才8撮)・田代新田 (249石0斗2升8合0勺0才0撮)・築留新田 (50石7斗2升7合0勺0才1撮)・白鷺脇付新田 (28石9斗2升0合0勺0才0撮)・雁ヶ地新田 (127石8斗2升8合0勺0才3撮)・雁ヶ地付新田 (76石6斗6升9合9勺9才8撮)・雁ヶ地脇付新田 (71石8斗3升5合9勺9才9撮)・松永新田 (1石2斗0合0升000撮)・福崎新田 (184石4斗0升4合0勺0才7撮)・豊崎新田 (122石9斗4升4合0勺0才0撮)・川先新田 (73石1斗8升8合0勺0才4撮)・和泉新田 (760石0斗0升7合9勺9才6撮)・中和泉新田 (274石8斗8升9合0勺0才8撮)・富田新田 (4石0斗1升6合0勺0才0撮)・富田子新田 (228石3斗2升4合0勺0才5撮)・小和泉新田 (316石8斗1升2合0勺1才2撮)・豊田子新田 (18石8斗4升4合0勺0才0撮)・小和泉南堤外新田大ノ方 (14石3斗3升2合0勺0才0撮)・小和泉南堤外新田小ノ方(6石1斗4升4合0勺0才0撮)・小林島新田 (31石9斗5升0合0勺0才1撮)・小林新田 (167石2斗4升4合0勺0才3撮)・東対海地新田 (70石5斗6升4合0勺0才3撮)・見入新田 (747石9斗2升2合9勺7才4撮)・見入子新田 (7石2斗4升0合0勺0才0撮)・源緑山新田〔明治4年 115石9斗1升0合〕・都羅新田〔明治4年 115石9斗1升0合〕

### 遠江国
- 榛原郡のうち - 24村（静岡藩に編入）

地頭方村 (730石7斗4升5合9勺7才2撮)・色尾村 (342石1斗3升1合9勺8才9撮)・青柳村 (483石7斗7升0合9勺9才6撮)・与五郎新田 (398石9斗1升4合0勺0才1撮)・上吉田村 (27石6斗5升7合7勺7才0撮)・下吉田村西組 (1169石2斗7升9合2勺9才7撮)・下吉田村東組 (186石6斗0升2合0勺0才5撮)・下吉田村岩留組 (380石4斗2升8合7勺1才1撮)・九左衛門新田 (351石4斗8升8合8勺9才2撮)・住吉新田 (51石2斗1升5合0勺0才0撮)・青池村 (608石2斗0升0合0勺1才2撮)・拾石島新田 (66石5斗0升7合0勺0才4撮)・柿ヶ谷村 (218石6斗6升7合0勺0才7撮)・源十新田 (21石0斗0升0合9勺9才9撮)・永代村 (48石9斗4升5合9勺9才9撮)・神之郷 村上組 (151石1斗9升0合0勺0才2撮)・神之郷 村下組 (292石3斗9升0合9勺9才1撮)・永代七郎左衛門分 (85石3斗6升7合9勺9才6撮)・中里村上割 (323石8斗9升4合9勺8才9撮)・中里村次右衛門組 (58石4斗4升5合0勺0才0撮)・海老江村庄屋方 (86石0斗7升1合8勺5才4撮)・海老江村百姓方 (82石9斗7升3合0勺0才0撮)・東萩間村 (392石6斗9升1合0勺1才0撮)・西萩間村 (279石8斗3升0合9勺9才4撮)
明治維新後に、桑名郡18村（笠松代官所管轄の旧幕府領）、上総国周淮郡41村（旧幕府領2村、旗本領1村、前橋藩領1村、飯野藩領2村、安房上総知県事領36村、内訳は幕府領11村、旗本領24村、与力給地2村、西端藩領4村、寺社領のみ2村）が加わった。なお相給が存在するため、村数の合計は一致しない。